# Zastava Bocvane
Zastava Bocvane je usvojena 10. rujna, 1966. Zastava je svijetlo plave boje, s crnom horizontalnom trakom po sredini, oko koje je bijeli obod. Ove trake su u razmjerima 9:1:4:1:9. Plava boja predstavlja vodu, točnije kišu, i dolazi od mota na grbu Bocvane, koji glasi Pula, što na tswana jeziku znači "neka bude kiša". Bijela i crna boja predstavljaju rasnu harmoniju, a ujedno predstavljaju i boje zebri koje drže grb Bocvane.

## Poveznice
- Grb Bocvane

## Vanjske poveznice
- Bocvanske zastave